# Sublime Ilusión
Sublime Ilusión je album kubánského zpěváky a kytaristy Eliada Ochoy z roku 1999. Na nahrávce jej doprovází skupina Cuarteto Patria a další hostující hudebníci. Album bylo nahráno ve studiu Ocean Way Studios, Los Angeles.

## Seznam skladeb
| Sublime Ilusión | Sublime Ilusión          | Sublime Ilusión   | Sublime Ilusión | Sublime Ilusión        | Sublime Ilusión |
| Pořadí          | Název                    | Hudba             | Text            | forma                  | Délka           |
| --------------- | ------------------------ | ----------------- | --------------- | ---------------------- | --------------- |
| 1.              | Ay Papacito              | Carlos Méndez     |                 | son montuno            | 4:09            |
| 2.              | Píntate los Labios María | lidová            |                 | son                    | 4:52            |
| 3.              | Cariño Falso             | Eliades Ochoa     |                 | guaracha               | 4:07            |
| 4.              | Sublime Ilusion          | Salvador Adams    |                 | bolero                 | 4:12            |
| 5.              | Volver                   | Carlos Gardel     | Alfredo Le Pera | tango                  | 4:07            |
| 6.              | Saludo Compay            | Eliades Ochoa     |                 | son                    | 4:55            |
| 7.              | Qué Humanidad            | lidová            |                 | guaracha               | 3:56            |
| 8.              | Un Negrito en la Habana  | Tomás Rios        |                 | guaracha               | 3:43            |
| 9.              | Mi Sueño Prohibido       | lidová            |                 | guaracha               | 2:12            |
| 10.             | Mi Guajirita             | Eloy Leiva        |                 | guaracha               | 3:20            |
| 11.             | Teje Que Teje            | Lino Reginfo      |                 | son                    | 3:55            |
| 12.             | El Trío y el Ciclón      | Miguel Matamoros  |                 | son                    | 5:15            |
| 13.             | Mi Magdalena             | Jesús Bojalil Gil |                 | bolero                 | 3:23            |
| 14.             | Pedacito de Papel        | José Velásquez    |                 | bolero                 | 2:56            |
| 15.             | La Comparsa              | Ernesto Lecuona   |                 | instrumentální skladba | 3:06            |

## Obsazení
- Eliades Ochoa: zpěv, sólová kytara

### Cuarteto Patria
- Humberto Ochoa: kytara, doprovodný zpěv
- Eglis Ochoa: claves, maracas, doprovodný zpěv
- William Calderón: kontrabas, doprovodný zpěv
- Roberto Torres: percussion, bongos, doprovodný zpěv

### Hosté
- Ry Cooder: kytara ve skladbě La Comparsa
- David Hidalgo: kytara ve skladbách Qué Humanidad a Teje Que Teje
- Charlie Musslewhite: harmonika ve skladbě Teje Que Teje
- Joachim Cooder: bicí a percussion ve skladbě La Comparsa
- Luis Gonzáles: trubky ve skladbách Píntate los Labios María a Saludo Compay